# Sac d'embrouilles
Pour plus de détails, voir Fiche technique et Distribution.
Sac d'embrouilles (More Dogs Than Bones) est un film américain réalisé par Michael Browning, sorti en 2000.

## Synopsis
Pour son premier voyage aux États-Unis, Raj (Chaim Jeraffi) rend visite à son neveu Andy (Ajay Naidu), chauffeur de taxi à Los Angeles. Durant le vol pour Miami, il fait la rencontre d'une redoutable femme gangster nommée Victoria Galetti dite Vic (Mercedes Ruehl). Dénoncée à la police par un ex-employé rancunier, Vic se voit contrainte de planquer un million de dollars dans les bagages de Raj. Plus tard, elle fait appel à deux hommes de main, De Salvo (Joe Mantegna) et Quinn (Paul Hipp), pour récupérer l'argent.
Ce qui devait être une mission de routine va rapidement tourner au cauchemar. De Salvo et Quinn se trompent d'appartement et abattent les deux skinheads qui s'y trouvaient. Quand les deux voyous finissent par rattraper Raj, ils découvrent que le très futé chien d'Andy, Socrate, a enterré le sac.

## Fiche technique
- Titre : Sac d'embrouilles
- Titre original : More Dogs Than Bones
- Réalisateur : Michael Browning
- Scénario : Michael Browning
- Directeur de la photo : Steven Bernstein (en)
- Musique : Stewart Copeland
- Montage : Abraham Lim
- Distribution des rôles : Ferne Cassel
- Création des décors : Elisabeth A. Scott
- Décoration de plateau : Bradley Wisham
- Création des costumes : Sylvia Vega-Vasquez
- Coordinateur des cascades : Patrick J. Statham
- Durée : 92 minutes
- Genre : Comédie dramatique
- Date de sortie : 
  -  France : 21 mars 2001

## Distribution
- Joe Mantegna : De Salvo
- Ajay Naidu  (VF : Marc Saez)  : Andy
- D.B. Woodside  (VF : Lucien Jean-Baptiste)  : Truman
- Glenn Shadix : Geoff
- Debi Mazar : Marie
- Peter Coyote  (VF : Sylvain Lemarié)  : l'inspecteur Darren Cody
- Mercedes Ruehl  (VF : Annie Balestra)  : Victoria "Vic" Galetti
- Paul Hipp  (VF : Guillaume Orsat)  : Quinn
- Chaim Jeraffi  (VF : Mostefa Stiti)  : Raj Lukla
- Whoopi Goldberg  (VF : Marie-Christine Darah)  : Cléo
- Louise Fletcher : Iva Doll
- Eddie Kaye Thomas  (VF : Julien Sibre)  : Roy

## Autour du film
Sac d'embrouilles, premier long-métrage de Michael Browning, a été présenté en avant-première au Festival International du Film de Comédie et d'Humour de l'Alpe d'Huez 2001.